# Палоско
Палоско (итал. Palosco) је насеље у Италији у округу Бергамо, региону Ломбардија.
Према процени из 2011. у насељу је живело 5233 становника. Насеље се налази на надморској висини од 157 м.

## Становништво
Према резултатима пописа становништва 2011. у општини је живело 5.773 становника.
| 1931. | 1936. | 1951. | 1961. | 1971. | 1981. | 1991. | 2001. | 2011. |
| ----- | ----- | ----- | ----- | ----- | ----- | ----- | ----- | ----- |
| 2.972 | 2.909 | 3.470 | 3.853 | 4.277 | 4.643 | 4.804 | 4.999 | 5.773 |